# 青松院 (甲府市)
青松院（せいしょういん）は、山梨県甲府市にある曹洞宗の寺院。

## 歴史
1522年（大永2年）、武田信章の開基である。信章は武田信満の孫である。信章は父・信安の屋敷跡に寺を創建した。
平成に入ってから各伽藍を改築している。法堂にある「木造十一面観音立像」は山梨県の文化財に指定されている。平安時代中期のものという。

## 文化財
- 木造十一面観音立像（山梨県指定有形文化財 昭和34年2月9日指定）[3]

## 交通アクセス
- 双葉SICより車10分。